# محمود محمد طه
محمود محمد طه  (؛ ۱۹۰۹ – ۱۸ ژانویه ۱۹۸۵) معروف به استاد محمود محمد طه اندیشمند دینی، رهبر و مهندس سودانی بود. او «پیام دوم اسلام» را طرح کرده که پیشنهاد می‌داد سور مدنی قرآن در زمان خود پایهٔ شریعت (احکام اسلام) بوده‌اند، ولی سور مکی نمایندهٔ دین ایدئال هستند و وقتی بشریت به مرحله‌ای از تکامل برسد که قادر به پذیرش آن‌ها باشند، احیا می‌شود و اسلام نوشده‌ای را معرفی خواهد کرد که مبتنی بر آزادی و برابری است. او در سن ۷۶ سالگی در رژیم جعفر نمیری به جرم ارتداد در اسلام اعدام شد.